# Dichaetomyia paramacfiei
Dichaetomyia paramacfiei este o specie de muște din genul Dichaetomyia, familia Muscidae, descrisă de Zielke în anul 1971.
Este endemică în Gabon. Conform Catalogue of Life specia Dichaetomyia paramacfiei nu are subspecii cunoscute.